# Undead
Undead är ett livealbum av Ten Years After utgivet 1968 på skivbolaget Deram. Albumet spelades in på Klooks Kleek, Railway Hotel, West Hampstead, London. Vill man höra hur typisk brittisk bluesrock låter är det här albumet inget dumt alternativ. Här finns gruppens genombrottslåt "I'm Going Home", och albumet blev deras första att listnoteras, både på Englands albumlista och Billboardlistan i USA.

## Låtlista

### LP-version
1. "I May Be Wrong, But I Won't Be Wrong Always" (Chick Churchill, Alvin Lee, Ric Lee, Leo Lyons) – 9:49
2. "Woodchopper's Ball" (Joe Bishop, Woody Herman) – 7:21
3. "Spider In My Web" (Alvin Lee) – 7:36
4. Medley: – 5:27
  - a) "Summertime" (George Gershwin)
  - b) "Shantung Cabbage" (Ric Lee)
5. "I'm Going Home" (Alvin Lee) – 6:36

### CD-version utgiven 2002
1. "Rock Your Mama" (Alvin Lee) – 3:46
2. "Spoonful" (Willie Dixon) – 6:23
3. "I May Be Wrong, But I Won't Be Wrong Always" – 9:49
4. Medley: – 5:27
  - a) "Summertime"
  - b) "Shantung Cabbage"
5. "Spider In My Web" – 7:36
6. "Woodchopper's Ball" – 7:21
7. "Standing at the Crossroads" (Robert Johnson) – 4:10
8. Medley: – 17:04
  - a) "I Can't Keep From Crying, Sometimes" (Al Kooper)
  - b) "Extension On One Chord" (Chick Churchill, Alvin Lee, Ric Lee, Leo Lyons)
  - c) "I Can't Keep From Crying, Sometimes" (Al Kooper)
9. "I'm Going Home" – 6:36

## Medverkande
- Alvin Lee — sång, gitarr
- Chick Churchill — orgel
- Leo Lyons — bas
- Ric Lee — trummor

## Listplaceringar
- Billboard 200, USA: #115[1]
- UK Albums Chart, Storbritannien: #26[2]